# Heinrich Hollmann (Politiker, 1865)
Heinrich Hollmann (* 16. Juni 1865 in Geveshausen; † 20. Oktober 1924 ebenda) war ein deutscher Landwirt und Politiker (DVP). Von 1896 bis 1924 war er mit kurzer Unterbrechung Abgeordneter des Oldenburgischen Landtages.

## Leben
Der Landwirt aus Geveshausen war Mitbegründer und Vorstandsmitglied der Molkereigenossenschaft Dötlingen, als deren Geschäftsführer er über 30 Jahre lang fungierte. Er war ab 1900 Vorstandsmitglied der Landwirtschaftskammer Oldenburg und von 1911 bis 1924 Mitglied des Aufsichtsrates der Landwirtschaftsbank Oldenburg. Hollmann war Träger des Ehrentitels Ökonomierat.
Hollmann war von 1897 bis 1903 Mitglied des Amtsrates Wildeshausen und von 1900 bis 1910 Gemeindevorsteher in Dötlingen. Von 1896 bis 1902 sowie erneut von 1904 bis 1924 gehörte er als Abgeordneter dem Oldenburgischen Landtag an, ab 1919 als Mitglied der DVP. Im Landtag, in den für ihn nach seinem Tod Johann Kaper nachrückte, war er zuletzt Mitglied des Finanzausschusses.